# Little White House
La Little White House è stata la residenza privata del 32º presidente degli Stati Uniti d'America, Franklin Delano Roosevelt. Si trova nel Warm Springs Historic District a Warm Springs, nella contea di Meriwether nello stato della  Georgia, nel sud-est degli Stati Uniti d'America. Roosevelt si recò a Warm Springs (precedentemente nota come Bullochville) per la prima volta nell'ottobre 1924 nel tentativo di curare la sua paralisi agli arti inferiori e, apprezzando le caratteristiche delle acque termali del sito, si fece costruire una casa qualche anno dopo sulla vicina Pine Mountain. La residenza fu completata lo stesso anno in cui fu eletto presidente nel 1932. Roosevelt ne mantenne la proprietà, usandola come ritiro presidenziale e vi morì il 12 aprile 1945, a soli tre mesi dall'elezione al suo quarto mandato.
La casa fu aperta al pubblico e adibita a museo nel 1948. Uno dei principali elementi di interesse del museo è il ritratto di Roosevelt che l'artista Elizabeth Shoumatoff stava realizzando prima della morte del presidente, ora conosciuto come il "Ritratto incompiuto" (Unfinished Portrait). È appeso vicino a un altro ritratto che l'artista ha in seguito completato a memoria attingendo a schizzi eseguiti in precedenza.
Il museo è gestito dallo Stato della Georgia come sito storico della Little White House Historic Site, noto anche come Roosevelt's Little White House Historic Site.

## Storia
A Roosevelt fu diagnosticata la poliomielite nel 1921 all'età di 39 anni quando era ancora governatore dello Stato di New York. Le poche cose che sembravano alleviare il suo dolore erano l'immersione in acqua calda, il bagno e l'esercizio fisico. La sua prima visita a Warm Springs fu nell'ottobre 1924 per recarsi in una struttura ricettiva turistica della città che aveva una sorgente termale alla temperatura costante di 31 °C, ma il cui edificio principale era descritto come "sgangherato". Roosevelt acquistò successivamente nel 1927 l'intera struttura e la fattoria di 6,9 km² che la circondava trasformandole in quello che divenne noto come Roosevelt Warm Springs Institute for Rehabilitation. Cinque anni dopo, nel 1932, dopo avere vinto la presidenza per la prima volta, ordinò la costruzione di una casa di sei camere in legno di pino della Georgia sulla proprietà. Questa casa fu il suo ritiro per tutta la sua presidenza e divenne nota come Little White House. Roosevelt, che raggiungeva la località di Warm Springs in treno, vi ha soggiornato, durante la sua presidenza, per 16 volte per periodi di due o tre settimane.